# Chodský pes
Chodský pes (Chodovéhund, Chodenhund, Böhmisk herdehund) är en hundras från Tjeckien. Den har sitt ursprung i lokala varianter av centraleuropeiska vallande herdehundar och tycks stå nära den tyska Gelbbacke, en av flera varianter av Altdeutsche Hütehunde som inte är erkända hundraser.

## Historia
Namnet har den fått efter folkgruppen chodovéerna i Böhmen i västra Tjeckien. Den medvetna aveln för att skapa en homogen ras påbörjades i början av 1980-talet, rasstandarden som man arbetat efter skrevs 1984. Den första valpkullen registrerades 1985 av den tjeckiska kennelklubben Ceskomoravská Kynologická Unie (CKU). Ända till 1996 kunde rastypiska exemplar utan känd härstamning registreras. Inga individer från erkända raser har använts för att avla fram den önskade typen. Den nationella rasklubben bildades 1991.

## Egenskaper
Syftet med aveln har varit att få fram en alert och lättlärd brukshund av mindre storlek som också är en barnkär familjehund. Den skall ha ett skarpt luktsinne för att kunna användas som till exempel narkotikahund. I hemlandet är chodský pes framgångsrik både i traditionella brukssporter och i moderna hundsporter som agility, rallylydnad och hundfrisbee.

## Utseende
Chodský pes ser ut som en liten långhårig schäfer med karakteristiskt upprättstående öron. Den är en medelstor, rektangulär hund med harmonisk kroppsbyggnad. Rasen har långhårig dubbelpäls som alltid är i färgen black and tan. Dess normala gångart är trav.